# Диоцезы Церкви Швеции

Диоцезы Церкви Швеции

Церковь Швеции с 1527 года является народной лютеранской церковью, крупнейшей религиозной организацией в Швеции. Церковь Швеции разделена на тринадцать диоцезов (швед. stift), один из которых — диоцез Уппсалы — является архидиоцезом с двумя епископами (архиепископом и епископом Уппсалы). Деятельность диоцеза регулируются также диоцезными делегатами, избираемыми на открытых выборах каждые четыре года. Диоцез разделен на «контракты» (швед. kontrakt), которые разделены на приходы (швед. församlingar). Один или несколько округов могут вместе сформировать больший приход (швед. pastorat).

## Диоцезы Церкви Швеции
| Диоцез            | Образован       | Территория                                                           | Кафедральный собор            |
| ----------------- | --------------- | -------------------------------------------------------------------- | ----------------------------- |
| Диоцез Уппсалы    | 1130-е, 1167    | Уппланд (за исключением южной части), лен Евлеборг                   | Кафедральный собор Уппсалы    |
| Диоцез Векшё      | 1170-е          | Западный и южный Смоланд, Эланд                                      | Кафедральный собор Векшё      |
| Диоцез Вестероса  | Начало XII века | Вестманланд (провинция), Даларна (провинция)                         | Кафедральный собор Вестероса  |
| Диоцез Висбю      | 1645            | Готланд (провинция), Церковь Швеции за рубежом                       | Кафедральный собор Висбю      |
| Диоцез Гётеборга  | 1620            | Западный Вестергётланд, Халланд, Бохуслен и юго-западный Дальсланд   | Кафедральный собор Гётеборга  |
| Диоцез Карлстада  | 1647            | Вермланд (без Сёдра-Рода), Дальсланд (без Вальбу-Рюр)                | Кафедральный собор Карлстада  |
| Диоцез Линчёпинга | Начало XII века | Эстергётланд, северный Смоланд                                       | Кафедральный собор Линчёпинга |
| Диоцез Лулео      | 1904            | лен Норрботтен, лен Вестерботтен                                     | Кафедральный собор Лулео      |
| Диоцез Лунда      | 1060, 1103      | Сконе, Блекинге                                                      | Кафедральный собор Лунда      |
| Диоцез Скары      | 1070-е          | Центральный и северный Вестергётланд, Катринедаль в южном Дальсланде | Кафедральный собор Скары      |
| Диоцез Стокгольма | 1942            | Южный Уппланд, северо-восточный Сёдерманланд                         | Церковь Святого Николая       |
| Диоцез Стренгнеса | Начало XII века | Сёдерманланд (без северо-восточной части), Нерке                     | Кафедральный собор Стренгнеса |
| Диоцез Хернёсанда | 1647            | Емтланд, Медельпад, Онгерманланд и Херьедален                        | Кафедральный собор Хернёсанда |

## История шведских диоцезов
- 1014 Тургот — первый епископ рукоположённый в Швеции, в Скаре
- 1060 В Дании образован диоцез Лунда (ныне территория Швеции)
- 1103 Скандинавия стала церковной провинцией диоцеза Лунда, являющимся  архидиоцезом
- 1120 Скара, Линчёпинг, Туна, Стренгнес, Сигтуна и Вестерос получили епископские кафедры.
- 1130-е Диоцез Сигтуны перенесли в Старую Уппсалу
- 1164 Швеция стала церковной провинцией, а Старая Уппсала становится архидиоцезом, первый архиепископ в Швеции
- 1170-е Первый епископ в Векшё
- XII век В конце XII века был создан диоцез Або (ныне территория Финляндии)
- 1273 Диоцез Уппсалы перенесли из Старой Уппсалы в Эстра-Арус (нынешняя Уппсала)
- 1519 Умер последний архиепископ диоцеза Лунда.
- 1527 Риксдаг в Вестеросе, реформация, конец шведской церкви как провинции.
- 1554 Образован Диоцез Выборга (из диоцеза Або)
- 1557 Ординарий в Евле
- 1557 Ординарий в Йёнчёпинге (до 1569)
- 1557 Ординарий в Кальмаре (до 1564)
- 1557 Ординарий в Увикен (Емтланд)
- 1557 Ординарий в Стокгольме
- 1557 Ординарий в Стура-Туне
- 1557 Ординарий в Эребру
- 1561 Суперинтендент в Ревеле (с 1565 ординарий, умер в 1572, с 1572 нет преемника)
- 1563 Суперинтендент в Емтланде (до 1570-71)
- 1570 Емтланд и Херьедален переданы диоцезу Тронхейм
- 1572 В Дании образован Диоцез Висбю (ныне территория Швеции)
- 1581 Суперинтендент в Мариестаде (до 1647)
- 1583 Первый епископ в диоцезе Ревеля
- 1603 Суперинтендент в Кальмаре
- 1611 Суперинтендент в Емтланде (до 1613)
- 1611 Суперинтендент в Шёвде (до 1618 )
- 1620 Суперинтендент в Гётеборге (до 1655)
- 1622 Суперинтендент в Риге (Ливония)
- 1641 Суперинтендент в Нарве (Ингерманландия)
- 1645 Суперинтендент в Висбю (ставший шведским Висбю)
- 1645  Халланд присоединен к диоцезу Гётеборга
- 1647 суперинтенденция в Мариестаде перенесена в Карлстад
- 1647 Суперинтендент в Хернёсанде
- 1650 Суперинтендент в Эзеле
- 1658 Диоцез Лунда стал шведским.
- 1658 Бохуслен разделен между диоцезами Гётеборга и Карлстада
- 1658 Северо-западный Готланд присоединен к диоцезу Скара, Дальсланд к диоцезу Карлстада
- 1665 Первый епископ диоцеза Гётеборга
- 1678 Генеральный суперинтендент (наряду с бывшим)
- 1678 Образован диоцез Кальмара
- 1693 Северный Бохуслен передан диоцезу Гётеборга
- 1710 Ревель, Рига, Выборг и Ингерманландия проиграны в войне с Россией
- 1772 Первый епископ диоцеза Карлстада
- 1772 Образован диоцез Хернёсанда
- 1772 Первый епископ диоцеза Висбю
- 1809 Або проигран в войне в Россией
- 1904 Образован диоцез Лулео
- 1905 Диоцез Кальмара объединен с диоцезом Векшё
- 1942 Образован диоцез Стокгольма